# Autoroute A-49 (Espagne)
Pour les articles homonymes, voir A49.
L'autoroute espagnole A-49  E-1  appelée aussi Autovía del Quinto Centenario est une autoroute qui relie Séville à Ayamonte à la frontière portugaise en Andalousie.
Elle permet de connecter Séville à Huelva et au sud du Portugal (région de l'Algarve).
Le passage de la frontière se fait par le pont international du Guadiana qui traverse le Guadiana.

## Projet
Actuellement l'A-49 fait l'objet d'un élargissement à 2x3 voir 2x4 voies dans la banlieue est de Séville.

## Tracé
- L'A-49 part de l'est de Séville en se détachant de la SE-30 (Périphérique de Séville) en direction de l'ouest vers le Portugal.
- 50 km plus loin, se détache l'antenne d'Almonte (A-483)
- L'autoroute arrive par le nord d'Huelva où elle bifurque avec l'H-31 (pénétrante nord d'Huelva). Elle contourne la ville par le nord.
- Elle continue son chemin vers l'ouest jusqu'à Ayamonte et traverse le fleuve Guadiana (frontière entre l'Espagne et le Portugal) par le pont international du Guadiana.

## Sorties
- Av. Expo'92; sortie de Séville
- Pont sur le Quadalquivir
- Échangeur autoroutier entre SE-30 et A-49
- 01 : Camas
- 01B (depuis les deux sens et vers Séville) : Coca de la Piñera - Tomares
- 02 : Tomares - Castilleja de la Cuesta
- 03 : Bormujos-est - Gines-est ( A-8076 )
- 05 : Bormujos-ouest - Gines-ouest ( A-8062
- Échangeur autoroutier entre A-49 et SE-40 : Malaga ( A-92 ) - Cadix (A-4) - Cordoue(A-4)
- 06 : Espartinas
- 11 : Umbrete, Bollulos de la Mitacion, Parc Industrielle PIBO A49 ( A-8059 )
- 14 : Umbrete, Benacazon ( SE-3308 )
- 16 : Benacazon - Sanlucar la Mayor ( A-473 )
- 23 : Huévar del Aljarafe - Zone Idutrielle de Huévar ( A-3127 )
- 28 : Carrion de Los Cepedes - Castilleja del Campo ( A-8153 )
- 34 : Hinojos - Chucena
- Aire de service Chucena (dans les deux sens)
- 48 : Bollulos Par del Condado - La Palma del Caondado ( A-493 )
- 50 : Almonte - El Ricio - Parc national de Doñana ( A-483 )
- 53 : Vilarassa - Rociana del Caondado
- 60 : Bonares - Niebla ( A-5001 )
- Aire de service Trigueros (dans les deux sens)
- 75  Échangeur entre A-49 et A-47 : San Juan del Puerto ( A-494 ) - Trigeros - Jerez de los Caballeros - Badajoz ( N-435 )
- 77  Échangeur entre A-49 et  H-31  : Huelva
- 81 : Zone Industrielle Tartesso Peguirellas - Gapita ( N-431 )
- 87 : Gibraleon ( N-431 ) - Huelva-nord ( N-441 )
- Pont sur le Rio Odiel
- 94 : Gibraelon - Cartaya ( N-431 )
- 99 : Aljaraque, Huelva-ouest ( A-492 ) - Punta Umbria ( A-497 )
- 105 : Cartaya
- 113 : Lepe-est ( N-444 )
- 117 : Lepe Ouest ( N-445 )
- 122 : Isla Cristina ( N-431 )
- 125 : Villablanca ( A-499 )
- 129 : Zone Industrielle de Ayamonte ( N-431 )
- 131 : Ayamonte Nord ( N-447 )
- Pont international du Guadiana,  ||  Frontière Espagne - Portugal (); l'A-49 devient l'Autoroute Via do Infante

## Antenne de l'A-49 (H-31)
Cette antenne faisait partie de l'A-49 jusqu'à l'ouverture de son prolongement jusqu'au Portugal en 2001. Depuis elle est numérotée H-31.
- 77  Échangeur entre A-49 et  H-31  : Huelva
- 80 : La Ribera ( N-431 )
- 84  Échangeur autoroutier entre  H-31  et H-30
- Entrée dans Huelva

### Référence
- Nomenclature
- De Espagne A-49 à Portugal A-22